# Сумчатая мышь Вулли
Сумчатая мышь Вулли (лат. Pseudantechinus woolleyae) — вид из рода толстохвостых сумчатых мышей семейства хищные сумчатые. Эндемик Австралии. Назван в честь австралийского зоолога Патрисии Вулли.

## Распространение
Обитает в засушливых районах западной части австралийского штата Западная Австралия.
Естественная среда обитания — преимущественно скалистые районы со скудной растительностью.

## Внешний вид
Крупнейший представитель в своём роде. Длина тела с головой колеблется от 80 до 100 мм, хвоста — от 70 до 90 мм. Масса варьирует от 30 до 50 г. Спина покрыта серо-бурым волосяным покровом. Брюхо серовато-белого цвета. За ушами имеются участки красно-бурого цвета. Уши крупные, закруглённые. Основание хвоста утолщённое, в этой части расположены жировые отложения. Голова вытянутая с удлинённой мордой. Задние лапы широкие. Верхние три премоляра очень маленькие, на нижней челюсти отсутствуют.

## Образ жизни
Ведёт наземный образ жизни. Активность приходится на ночь, хотя в зимние месяцы часто греется на солнце. Днём, как правило, прячется в расщелинах или гнёздах, устраиваемых в термитниках.
Хищники. Основу рациона составляют насекомые и другие беспозвоночные.

## Размножение
Биология вида плохо изучена. Настоящая сумка отсутствует, вместо этого имеется складка кожи. В потомстве до 6 детёнышей. Половая зрелость наступает примерно через 10 недель после рождения. Максимальная продолжительность жизни в неволе — до 4 лет.